# Dan Glazer (Schauspieler)
Dan Glazer (* 3. Juni 1990 in Wien) ist ein österreichischer Theater- und Filmschauspieler.

## Leben
Dan Glazer wurde 1990 in Wien geboren und verbrachte seine Kindheit in Baden bei Wien.
Nach der Matura 2008 am BG/BRG Baden Biondekgasse und anschließendem Zivildienst im Flüchtlingslager Traiskirchen ging Glazer an die Otto-Falckenberg Schule in München, an der er 2013 seine Schauspielausbildung abschloss. Erste Engagements führten ihn nach Zürich (ZHdK), Burgfestspiele Jagsthausen und zurück nach München an die Münchner Schauburg. Dort entstand auch eine erste Eigenarbeit in Kooperation mit einer Violinistin aus dem Münchner Rundfunkorchester. In den Spielzeiten 2014/2015 und 2015/2016 spielte Glazer im Ensemble des Theater Ulm. Es folgten Gast-Engagements am Landestheater Vorarlberg, an der Bayerischen Staatsoper, an den Münchner Kammerspielen und am Volkstheater Rostock. In den Spielzeiten 2018/2019 und 2019/2020 war Dan Glazer Teil des Ensembles am Theater Konstanz.

## Filmografie
- 2013: Polizeiruf 110 – Morgengrauen
- 2015: Take 13 (Kurzfilm)
- 2018: Oh Brother (Kurzfilm)
- 2018: Lucky Stroke (Kurzfilm)
- 2018: Troubled Desire (Spec-Spot)
- 2018: Das Wunder von Wörgl
- 2020, 2021, 2024: Sturm der Liebe (Fernsehserie, 5 Folgen)
- 2021: Kitz (Fernsehserie)
- 2022: Rote Rosen (Fernsehserie)